# Joaquim Lluch i Garriga
Joaquim Lluch i Garriga, OCarm. (Manresa, Bages, 22 de febrer de 1816 – Umbrete, Andalusia, 23 de setembre de 1882) va ser un frare, bisbe i cardenal català.

## Biografia
Era el tercer de dotze germans, cinc nois i set noies, fills de d'Antoni Lluch, menestral, i de la seva muller Mariana Garriga. Al sis anys la família es traslladà a Barcelona i ell ingressà al seminari diocesà, aleshores situat a l'església de Betlem. El 12 de novembre de 1830 i després d'obtenir el diploma en humanitats magna cum laude, ingressà al convent de l'Orde dels Carmelites Calçats del carrer del Carme, on professà i prosseguí els estudis de filosofia. L'any 1835 i a conseqüència de la dissolució dels ordes religiosos a l'estat espanyol, es traslladà primer al convent carmelità de Carcassona, després al de San Martino ai Monti de Roma i finalment al de Lucca. A aquesta ciutat toscana es llicencià en teologia i fou ordenat sacerdot el 24 de novembre de 1838.
Al convent de Lucca fou mestre de novicis, professor de filosofia, de teologia i de francès. S'hi distingí com a predicador, director dels exercicis espirituals, editor i polemista, especialment contra el corrent protestant de la ciutat. Hi fundà la Pia Unione delle Amanti della Santa Modestia, associació femenina que propugnava el decòrum en el vestir.
El 1847 tornà a Barcelona on el nomenaren rector de la nova parròquia de la Mercè i Sant Miquel. Hi fundà una escola per a nens pobres i una de dominical per a adults. També promogué l'establiment a la ciutat de la Congregació de Sant Vicenç de Paül. Ocupà els càrrecs d'examinador prosinodal del bisbat de Barcelona i de professor de teologia moral i cap d'estudis del seminari. El 1856 fou nomenat comissari i visitador apostòlic de l'Orde Carmelità.
El 1858 la reina Isabel II d'Espanya, per consell de sant Antoni Maria Claret que era el seu confessor, proposà Lluch al papa beat Pius IX com a bisbe de les Illes Canàries amb seu a Las Palmas. Fou consagrat bisbe a l'església de Betlem de Barcelona el 22 de setembre d'aquell any. El 1860 rebé el títol honorífic d'assistent al Soli Pontifici.

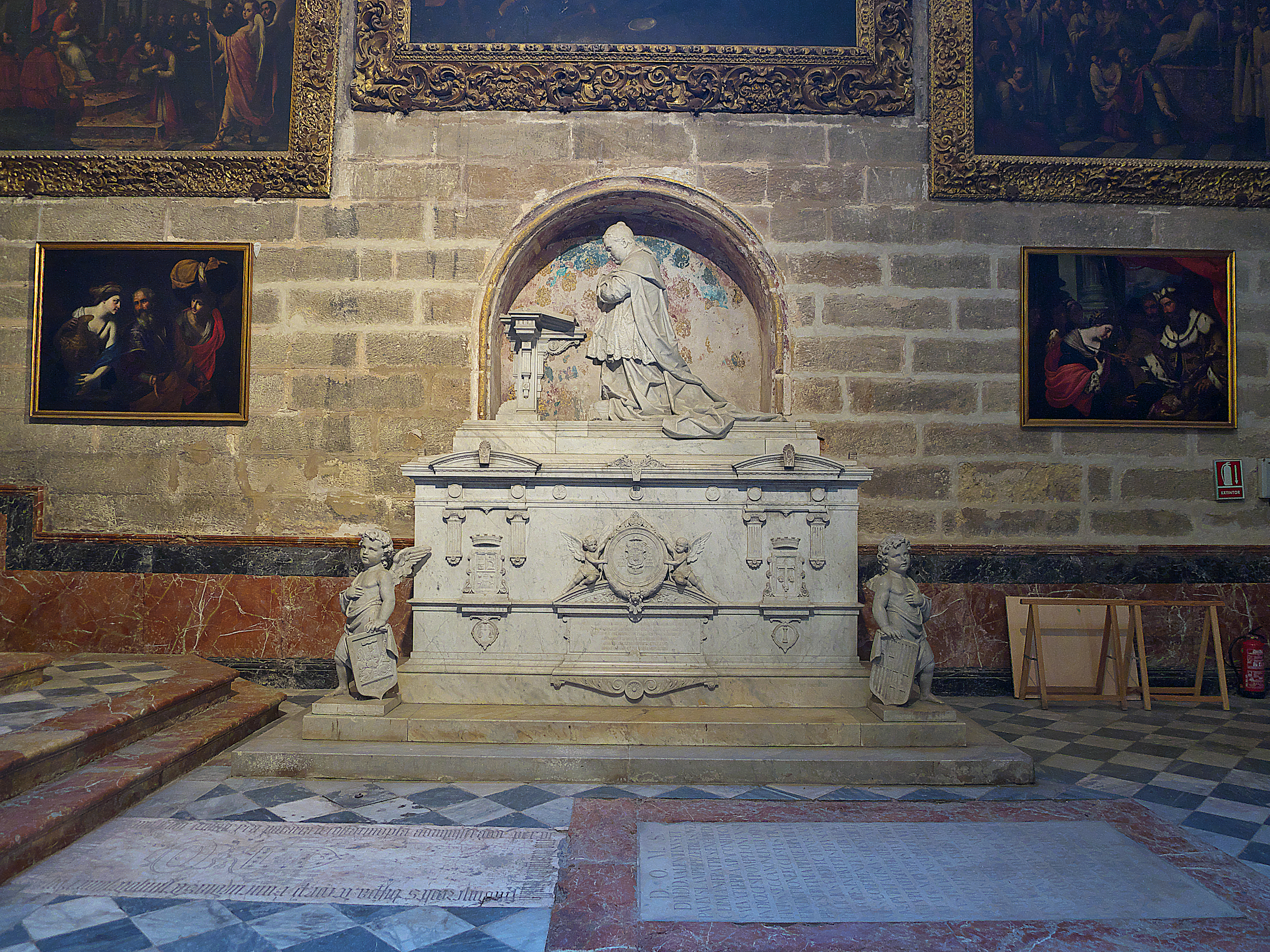
Sepulcre del Cardenal Lluch

Poc abans de la seva abdicació (1868), la mateixa reina el presentà al papa per a la seu de Salamanca. En aquesta condició Lluch assistí al Concili Vaticà I. El 16 de gener de 1874, aprofitant que el govern provisional del general Serrano que succeí la I República Espanyola no exercia el dret de presentació, el papa el nomenà bisbe de Barcelona. Tanmateix el 1877 el nou rei Alfons XII el presentà novament per a arquebisbe de Sevilla. Arxivat 2022-10-27 a Wayback Machine. El papa s'hi avingué i el 22 de juny d'aquell any li imposà al pal·li de metropolità personalment.
En el consistori de 27 de març de 1882, el nou papa Lleó XIII el creà cardenal prevere, però l'arquebisbe Lluch morí abans de poder viatjar a Roma per a rebre-hi el birret cardenalici i l'assignació de títol.
Està sebollit a la catedral de Sevilla en una tomba obra de l'escultor Agapit Vallmitjana. A la seva casa natal de la Plaça Major, cantonada amb el carrer d'Amigant, de Manresa hi ha una placa commemorativa que inaugurà el seu nebot-besnet, el professor i polític Ernest Lluch i Martín.